# Die Farbe des Blutes
Die Farbe des Blutes ist ein politischer Thriller von Brian Moore, der in der Übersetzung ins Deutsche durch Otto Bayer 1989 im Diogenes Verlag veröffentlicht wurde. Das Original wurde 1987 unter dem Titel The Color of Blood auf Englisch publiziert.

## Zeit und Ort
Erzählt werden die letzten Tage im Leben des römisch-katholischen Kardinalprimas Stephan Bem, der in einem nicht namentlich genannten Ostblockstaat lebt. Das Land ist seit 40 Jahren unter kommunistischer Herrschaft. Die Handlung ist demnach in der Mitte der 1980er Jahre anzusiedeln.

## Handlung
Das Attentat auf den 56-jährigen Kardinalprimas Bem, von einem Mann und einer Frau aus einem fahrenden PKW heraus versucht, scheitert. Oberst Poulnikov von der Staatspolizei fürchtet eine Wiederholung der mörderischen Attacke und verbirgt den Kardinalprimas in der abgelegenen landwirtschaftlichen Hochschule Ostrof. In Bems Nebenzimmer ist der Priester Prisbek untergebracht. Der Kardinal vermutet, Prisbek gehöre dem Patriotischen Klerus an, einer Bewegung in dem kleinen Ostblockstaat, die das Konkordat (Staatskirchenvertrag) des Kardinals mit den kommunistischen Machthabern scharf verurteilt. Zudem reden seine Bewacher dem Kardinal ein, die zwei Attentäter kämen aus kirchlichen Kreisen. So muss Bem jedem in seinem Umkreis misstrauen. Zu Pater Jan Ley, dem alten treuen Freund aus der Studienzeit in Rom, hat er aber noch volles Vertrauen. Bem kann mit dem Pater telefonisch Kontakt aufnehmen und einen Termin vereinbaren. Bem beobachtet genau und kommt nach einer Weile zu dem Schluss, seine Bewacher seien vielleicht gar nicht von der Staatspolizei. Er kann fliehen. Der Pater ist Bem beim Untertauchen behilflich. 
Bem erfährt von ihm den Namen des männlichen Attentäters: Gregor Danekin, der Sohn des ehemaligen Ministerpräsidenten aus der Zeit vor 1945. Der Pater weiß noch mehr zu berichten. General Vrona, Chef der Staatspolizei, sucht im Auftrage des amtierenden kommunistischen Ministerpräsidenten General Franz Urban den von der Bildfläche spurlos verschwundenen ersten Repräsentanten der katholischen Kirche in dem kleinen Land. 
Bem, einsam aus der Illegalität heraus operierend, will mit der verbotenen Gewerkschaft Kontakt aufnehmen, um die – seiner Ansicht nach kirchenfeindlichen – Aktivitäten des Patriotischen Klerus zu verhindern. Bei diesen Bemühungen wird er von Vronas Leuten aufgegriffen. Ministerpräsident Urban, mit dem Bem die Jesuitenschule besucht hatte, räumt dem alten Schulkameraden eine 24-Stunden-Frist ein, um den Patriotischen Klerus zu bändigen. Doch Vrona will sofort zuschlagen. Er ist gegen die Frist für den Kardinal, diesen "Feind des Sozialismus". 
Unmittelbar vor einem Hochamt an einem Wallfahrtsort werden die Vermutungen des Kardinals, gewisse Staatspolizisten seien nicht echt, bestätigt. Bem wird wieder von dem Priester Prisbek und dem falschen Staatspolizisten Poulnikov überrascht. Prisbek ist ein Verräter. Poulnikov gibt sich als Waldemar Keller, Nachfahre eines Mitglieds der Londoner Exilregierung während des Krieges, zu erkennen. Keller ist das Haupt der Verschwörer, die den Patriotischen Klerus mit Erfolg vor ihren Karren spannen. Danekin handelte angeblich entgegen Kellers Befehl. Zwar gelingt es einen widerstreitenden Bischof sowie Prisbek und Keller zu überlisten, doch die Fahrerin des Wagens bei dem gescheiterten Attentat, Danekins Schwester, erschießt Bem während des Hochamts aus nächster Nähe.

## Aufbau und Stil
Der Roman ist chronologisch aufgebaut und in 22 Kapitel ohne Überschriften unterteilt. Die Geschichte wird nur aus der Sicht des Kardinalprimas erzählt. Vom durchgängigen Imperfekt fällt der Erzähler nur vereinzelt und ganz kurz in das Präsens, wenn er den Protagonisten denken lässt. Gegen Ende des Romans hat sich der Leser an diesen Stil gewöhnt. Dem Erzähler reicht dann selbst bei mehreren unmittelbar handelnden Personen meist ein "er" aus, um den Kardinalprimas unmissverständlich zu benennen. 

## Auszeichnungen
- 1987: Sunday Express Book of the Year Award
- 1987: Nominierung für den Booker Prize (Shortlist)